# 아서 매컨

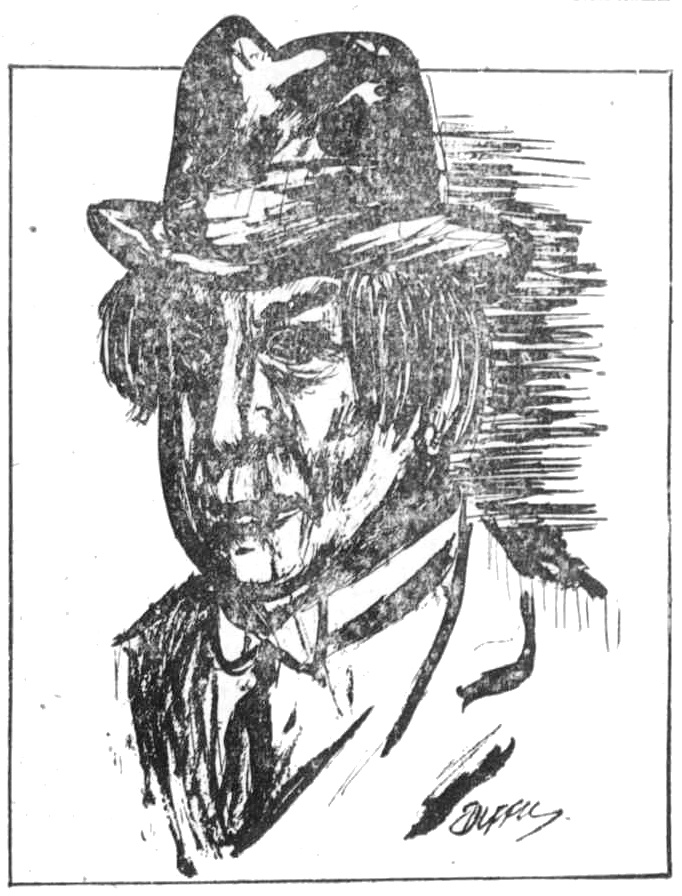

아서 매컨(Arthur Machen [ˈmækən][*], 1863년 3월 3일-1947년 12월 15일)은 19세기 말-20세기 초에 활동한 웨일스의 작가, 신비가다. 판타지 및 공포물에 큰 영향을 미쳤다고 평가받는다.